# Heamin Choi

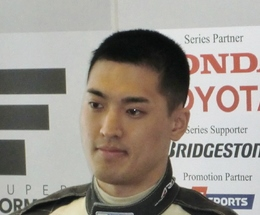
Heamin Choi (2013)

Heamin Choi (* 11. Januar 1984 in Busan) ist ein südkoreanischer Automobilrennfahrer.

## Karriere
Choi begann seine Motorsportkarriere 1999 im Kartsport. Er seitdem in unterschiedlichen Motorsportdisziplinen im südkoreanischen Automobilsport aktiv und gewann mehrere nationale Meisterschaften.
Sein internationales Debüt im professionellen Rennsport gab Choi 2007 in der US-amerikanischen Star Mazda Championship. Für JDC Motorsports trat er an einem Rennen an. Damit wurde er zum ersten Südkoreaner, der an einer US-amerikanischen Rennserie teilgenommen hatte. 2012 kehrte Choi in die USA zurück und trat für Afterburner Autosport in der U.S. F2000 National Championship an. Ein zehnter Platz war sein bestes Ergebnis. Er verließ die Rennserie vorzeitig zwei Veranstaltungen vor Saisonende und wurde 17. in der Meisterschaft. 2015 erhielt Choi ein Cockpit bei Schmidt Peterson Motorsports für das Saisonfinale der Indy Lights. In der Indy-Lights-Saison 2016 nahm Choi für Schmidt Peterson Motorsports an allen Ovalrennen sowie dem Saisonfinale teil. Ein zehnter Platz war dabei sein bestes Ergebnis.

## Statistik

### Karrierestationen
- 2007: Star Mazda Championship
- 2012: U.S. F2000 National Championship (Platz 17)
- 2015: Indy Lights (Platz 16)
- 2016: Indy Lights (Platz 18)

### Einzelergebnisse in der Indy Lights
| Jahr | Team                                          | 1   | 2   | 3   | 4   | 5   | 6    | 7    | 8    | 9   | 10  | 11  | 12  | 13  | 14  | 15  | 16  | 17  | 18  | Punkte | Rang |
| ---- | --------------------------------------------- | --- | --- | --- | --- | --- | ---- | ---- | ---- | --- | --- | --- | --- | --- | --- | --- | --- | --- | --- | ------ | ---- |
| 2015 | Schmidt Peterson Motorsports w/Curb-Agajanian | STP | STP | LBH | BAR | BAR | INDY | INDY | INDY | TOR | TOR | MIL | IOW | MDO | MDO | LAG | LAG |     |     | 19     | 16.  |
| 2015 | Schmidt Peterson Motorsports w/Curb-Agajanian |     |     |     |     |     |      |      |      |     |     |     |     |     |     | 12  | 11  |     |     | 19     | 16.  |
| 2016 | Schmidt Peterson Motorsports w/Curb-Agajanian | STP | STP | PHO | BAR | BAR | INDY | INDY | INDY | ROA | ROA | IOW | TOR | TOR | MDO | MDO | WGL | LAG | LAG | 40     | 18.  |
| 2016 | Schmidt Peterson Motorsports w/Curb-Agajanian |     |     | 16  |     |     |      |      | 12   |     |     | 10  |     |     |     |     |     | 15  | 12  | 40     | 18.  |